# Петър Тасев
Вижте пояснителната страница за други личности с името Тасев.
Петър Лазаров Тасев е български журналист и публицист от XX век.

## Биография
Роден е на 31 януари 1896 година в София. Баща му Лазар Тасев, родом от Битоля, е принуден поради революционна дейност да емигрира в България, където работи като тапицер в Българските държавни железници. Лазар умира и семейството е издържано от жена му Анастасия в бежанската Драз махала. Петър завършва Френския католически колеж в София и стенографски курсове в Париж. Брат му Кирил, който е анархокомунист, загива при престрелка с полицията и Петър прекъсва образованието си, за да издържа семейството. Работи като общ работник в Линц, Австрия.
През 1926 г. Петър Тасев се жени за Славка Харизанова (1907 – 1962), дъщерята на един от най-известните столични журналисти Любомир Харизанов от стар източномакедонски революционен род. Харизанов помага Такев да бъде назначен в един от най-големите и влиятелни български вестници „Мир“ от главния редактор Иван Пеев-Плачков. Тасев работи в „Мир“ до закриването на вестника от отечественофронтовското правителство на 1 януари 1944 г. В тежките години на Втората световна война Тасев е негов последен главен редактор. Англо-американските бомбардировки разрушават страдата, в която се помещава редакцията на „Мир“, което налага обемът на вестника да се намали, а и за известно време вестникът спира. Тасев пише голяма част от уводните статии.
След спирането на „Мир“, Петър Тасев, заедно със Славчо Васев, редактира независимия информационен вестник „Ден“. През 1947 г. главният редактор „Труд“ Борис Милев, който измъква Тасев от Народния съд, го назначава за стилист и литературен редактор във вестника. Благодарение на него „Труд“ придобива по-разчупен вид от официозите „Отечествен фронт“, „Народна войска“ и „Работническо дело“. След „Труд“ Тасев работи като директор на дружество „Стрела“, в редакцията на „Земеделско знаме“ и накрая като редактор на списание „България“.
Петър Тасев умира през 1984 година. Дъщеря му Калина Тасева е видна художничка.